# Космос-197
Ко́смос-197 («ДС-У2-В» № 2) — советский научно-исследовательский спутник серии космических аппаратов «Космос» типа «ДС-У2-В», запущенный для комплексного исследования ионосферы Земли и вибрационных нагрузок на КА при шахтном пуске ракеты-носителя.
В ходе данного эксперимента, кроме данного, было запущено ещё три спутника — Космос-93, Космос-95 и Космос-202.

## История создания
В декабре 1959 года создается Межведомственный научно-технический совет по космическим исследованиям при Академии Наук СССР во главе с академиком М. В. Келдышем, на который возлагается разработка тематических планов по созданию космических аппаратов, выдача основных тематических заданий, научно-техническая координация работ по исследованию и освоению верхних слоев атмосферы и космического пространства, подготовка вопросов организации международного сотрудничества в космических исследованиях.
Членом Президиума Межведомственного научно-технического совета по космическим исследованиям утверждается М. К. Янгель. В области прикладных задач проведения подобных работ было поручено НИИ-4 Министерства обороны СССР.
В 1962 году в программу второй очереди пусков ракеты-носителя «63С1», были включены космические аппараты «ДС-А1», «ДС-П1», «ДС-МТ» и «ДС-МГ».
Положительные результаты первых работ, подтвердившие перспективность дистанционных методов решения научных и прикладных задач, стимулировали огромный поток заявок на разработки новых научно-исследовательских космических аппаратов с различной целевой аппаратурой на борту.
После проведения поисковых проектных работ по разработки новой модификации исследовательских спутников стало очевидно, что в связи с многообразием исследовательских задач и различиями между требованиями к новой серии, разработать аппарат одного типа было практически невозможно.
В 1963 году было принято решение о создании трёх модификаций унифицированной спутниковой платформы:
- ДС-У1 — неориентированный в пространстве космический аппарат с химическими источниками энергии;
- ДС-У2 — неориентированный в пространстве космический аппарат с солнечными батареями, в качестве источника энергии;
- ДС-У3 — ориентированный на Солнце космический аппарат с солнечными батареями, в качестве источника энергии.

Малые космические спутниковые платформы стали инструментальной базой для организации международного сотрудничества в области исследования космического пространства по программе «Интеркосмос».

## Особенности конструкции
Научный аппаратный комплекс космического аппарата «Космос-202» включал в себя:
- «БРС-2М» (ИС-1158М) — быстродействующая радиотелеметрическая система с 16 датчиками для измерения вибрационных режимов точек крепления шасси ко второй ступени ракеты-носителя и точек установки аппаратуры на приборных фермах и элементов конструкции космического аппарата;[3]
- «Маяк-03» — усовершенствованный радиопередатчик.

Бортовой радиотехнический комплекс:
- «БРКЛ-Б» — аппаратура командной радиолинии связи, представляет собой узкополосный приемник-дешифратор переданных с Земли сигналов для преобразования их в команды немедленного исполнения;
- «Краб» — аппаратура радиоконтроля орбиты и телесигнализации представляет собой передатчик высокостабильного двухчастотного когерентного сигнала излучения, который используется наземной станцией для

определения орбитальной скорости космического аппарата, а также для передачи информации с датчиков телеметрии;
- «Трал-П2» — аппаратура телеконтроля с запоминающим устройством «ЗУ-2С».

## Программа полёта КА «Космос-197»

### Запуск
Космический аппарат «Космос-197» был запущен 26 декабря 1967 года ракета-носителем «Космос 11К63» со стартовой площадки № 86/1 космодрома Капустин Яр.

### Цель полёта
Спутниковая платформа космических аппаратов типа «ДС-У2-В» была предназначена для проведения следующих научных экспериментов:
- определение вибрационных перегрузок, которым мог быть подвержен космический аппарат при выведении на орбиту из шахтного стартового комплекса;
- исследование распространения электромагнитных волн в ионосфере и в верхних слоях атмосферы Земли[1].

Заказчиками и постановщиками данных научных экспериментов были ОКБ-586 (ныне — КБ «Южное») и Институт земного магнетизма, ионосферы и распространения радиоволн АН СССР (ныне — ИЗМИРАН).

### Результаты эксперимента
По результатам запусков уточнены значения уровней и диапазонов частот вибраций космического аппарата, что позволило провести доработку и усовершенствование шасси крепления космического аппарата и рассчитать допустимые рабочие диапазоны жесткости.
Также в процессе полёта удалось определить электронную концентрацию в окрестности космического аппарата и свойства ионосферы на пути распространения когерентных волн от аппарата до точки наблюдения.